# Lars Saabye Christensen
Lars Saabye Christensen (Oslo, 1953. szeptember 21. –) norvég-dán író.
Saabye Christensen Oslo Skillebekk városrészében nőtt fel, de hosszú éveken át az észak-norvégiai Sortlandban élt; mindkét hely fontos szerepet játszik műveiben. Oslo egyetemi negyedében, Blindernben él.
Félig dán, és mind dán, mind norvég állampolgársággal rendelkezik.

## Pályája
Irodalmat, norvég nyelvet, művészettörténetet és eszmetörténetet tanult az egyetemen. 1976-ban debütált Historien om Gly című verseskötetével, amely elnyerte a Tarjei Vesaas debutantpris díját az év legjobb norvég irodalmi bemutatkozásáért, de már 19 évesen megjelentetett egy versgyűjteményt Grønt lys (Zöld fény) címmel, és számos verset publikált a Dikt og Datt nevű underground irodalmi kiadványban is.
Számos verset és színdarabot, valamint több filmforgatókönyvet írt, de leginkább regényíróként ismert. Első regénye a Historien om Gly után egy évvel jelent meg Amatøren (Az amatőr) címmel. Legismertebb művei közé tartozik a Beatles (1984) (amelyért elnyerte a Cappelen-díjat) és a Halvbroren (A féltestvér, 2001) című regénye (amelyért elnyerte a Brage-díjat, két másik norvég irodalmi díjat és az Északi Tanács irodalmi díját, és amely 2005-ben a Dublini Nemzetközi Irodalmi Díj jelöltjei közé került). További jelentős könyvei: Herman, Gutten som ville være en av gutta, Maskeblomstfamilien és Modellen. 2017 és 2019 között Byens spor (Egy város nyomai) címmel trilógiát jelentetett meg, mindhárom könyvet elismerő kritikák fogadták, miközben egyszerre kezelték porckorongsérvvel és csontvelőrákkal.
1993 óta 4 felvételt adott ki költészetéről a Norsk Utflukt együttes tagjaként: Med lyset på (1993), Diger og gul (1997), Det blå arret (2002) és Tida som går (2004).
2006. október 24-én a Szent Olav-rend parancsnokává avatták. 2008 áprilisában a francia kormány a Francia Köztársaság Művészeti és Irodalmi Rendje (Chevalier dans L’ordre des Arts et Lettres) címet adományozta neki. 2018-ban a norvég kultúrához való hozzájárulásáért Amanda tiszteletbeli kitüntetést kapott. 2018-ban a Norvég Irodalmi és Nyelvészeti Akadémia tagja.
Sluk című regényét Bent Hamer adaptálta a 2021-es A közvetítő című filmhez.

## Bibliográfia
- Historien om Gly – költészet (1976)
- Amatøren – regény (1977)
- Kamelen i mitt hjerte – költészet (1978)
- Jaktmarker – regény (1979)
- Billettene – regény (1980)
- Jokeren – regény (1981) (English 1991: The Joker)
- Paraply – költészet (1982)
- Beatles – regény (1984) (English 2001: Beatles, translated by Don Bartlett)
- Blodets bånd – regény (1985)
- Åsteder – költészet (1986)
- Colombus ankomst – játék (1986)
- Sneglene – regény (1987)
- Herman – regény (1988) (English 2005: Herman)
- Stempler – költészet (1989)
- Vesterålen – költészet (1989)
- Bly – regény (1990)
- Gutten som ville være en av gutta – regény (1992)
- Ingens – novella (1992)
- Den akustiske skyggen – költészet (1993)
- Mekka – dráma (1994)
- Jubel – regény (1995)
- Den andre siden av blått. Et bildedikt fra Lofoten og Vesterålen. – költészet (1996) (English 1997: The Other Side of Blue: Pictures and Poems from Lofoten and Vesterålen)
- Den misunnelige frisøren – regény (1997)
- Noen som elsker hverandre – novella (1999)
- Pasninger – költészet (1999)
- Falleferdig himmel – költészet (1998)
- Kongen som ville ha mer enn en krone gyermekkönyv (1999)
- Under en sort paraply – költészet (1999)
- Mann for sin katt – gyermekkönyv (2000) (illustrated by Rune Johan Andersson)
- Pinnsvinsol – költészet (2000)
- Halvbroren – regény (2001) (English 2001: The Half Brother)
- Maskeblomstfamilien – regény (2003)
- Sanger og steiner – költészet (2003)
- SATS – novella (2003)
- Oscar Wildes heis – novella (2004)
- Modellen – novel (2005) (English 2007: The Model, translated by Don Bartlett)
- Norske omveier – i blues og bilder – költészet (2005)
- Saabyes cirkus – regény (2006)
- Den arktistike drømmen – képeskönyv (2007)
- Ordiord – (2007) (illustrated by Rune Johan Andersson(wd))
- Bisettelsen – regény (2008).[6][15]
- Visning – regény (2009)
- Men buicken står der fremdeles – költészet (with Tom Stalsberg(wd), illustrated by Lars Eivind Bones(wd)) (2009)
- Bernhard Hvals forsnakkelser – regény (2010)
- Sluk – regény (2012)
- Stedsans – novella (2013)
- Magnet – regény (2015)
- De nye reglene – költészet (2017)
- Byens spor – regény, a trilógia első része (2017)
- Byens spor: Maj – regény, a trilógia második része (2018)
- Byens spor: Skyggeboken – regény, a trilógia harmadik, utolsó része (2019)
- Byens bokstaver – költészet (2020)
- Min kinesiske farmor – családi portré (2020)
- En tilfeldig nordmann – regény (2021)

### Magyarul megjelent
- A féltestvér (Halvbroren) – Gondolat, Budapest, 2015 · ISBN 9789635561018 · Fordította: Patat Bence
- Villantó (Sluk) – Gondolat, Budapest, 2020 · ISBN 9789635561001 · Fordította: Patat Bence

## Fordítás
- Ez a szócikk részben vagy egészben  a   Lars Saabye Christensen című angol Wikipédia-szócikk fordításán alapul.  Az eredeti cikk szerkesztőit annak laptörténete sorolja fel. Ez a jelzés csupán a megfogalmazás eredetét és a szerzői jogokat jelzi, nem szolgál a cikkben szereplő információk forrásmegjelöléseként.